# Эмика
Э́ма Джо́лли (англ. Ema Jolly), (8 января 1986 года, Милтон-Кинс, Англия), более известная как Э́мика (англ. Emika) — британская певица и музыкант чешского происхождения, в настоящее время проживающая в Берлине. Её дебютный эпонимический альбом вышел в октябре 2011 года на Ninja Tune и привлёк внимание музыкальной прессы.

## Биография
У Эмики чешские корни но родилась она в Великобритании (её мать из Пршибрама), выросла в Бристоле и начала заниматься музыкой в школе. Она подрабатывала официанткой, чтобы накопить на свой первый Apple Mac и копию Logic Studio. Получив степень по музыкальной технологии, она проходила стажировку в филиале лондонского лейбла Ninja Tune, где проработала месяц. В то время на бристольской музыкальной сцене происходил переход от драм-н-бейса к дабстепу, и Эмика посещала первые вечеринки, организованные Пинчем.
Говоря о причинах, побудивших её покинуть Бристоль, Эмика объяснила: «Я была очень больна, физически, мне пришлось сделать несколько операций, которые были не очень успешными и привели к худшему, долгое время я избавлялась от морфина, правда… Я была в постели в течение многих недель. А потом в Бристоле я стала „больной девушкой“… Для меня было очень трудно восстановиться, оставаясь в этом городе». В 2006 году она воспользовалась возможностью бесплатно улететь в любую точку Европы, предоставленной ей банком, и, переехав в Берлин, решила остаться там.
В Берлине Эмика начала работать в качестве саунд-дизайнера в компании Native Instruments, постоянно оттачивая на ноутбуке свой собственный музыкальный стиль и черпая идеи из танцевальной сцены клубов Berghain и Panoramabar. Fünf, сборник музыки, созданной из записей, сделанных в этих клубах Эмикой, был издан на Ostgut Ton в рамках празднования пятилетия лейбла. Работа в Native Instruments также сыграла важную роль в её творческом развитии. «Я сосредоточена на мире звука и силе человеческого голоса, мгновенной связи, возникающей между слушателями, в музыке», — объяснила позднее Эмика.
В Ninja Tune оценили новое, мрачное направление музыки Эмики — даунтемповый дабстеп и в январе 2010 года выпустили её дебютный сингл «Drop the Other», который также попал в бокс-сет, выпущенный в честь 20-летия лейбла. Начиная с 2009 года Эмика появляется на треках таких исполнителей, как Pinch, Kryptic Minds, Paul Frick и MyMy. Её второй сингл «Double Edge» вышел в мае 2010 года, за ним последовали «Count Backwards» (апрель 2011) и «Pretend/Professional Loving», последний был издан в сентябре 2011-го, и ремиксы к нему сделали Brandt Brauer Frick, Kyle Hall и DJ Rashad.
В октябре 2011 года вышел дебютный студийный альбом Эмики, получивший в целом положительные отзывы критиков.

## Дискография

### Альбомы
- Emika (Ninja Tune, 2011)
- Dva (Ninja Tune, 2013)
- Drei (Emika Records, 2015)
- Melanfonie (Emika Records, 2017)
- Falling in Love With Sadness (2018)
- Chaos Star (Emika Records, 2020)
- Haze (Emika Records, 2024)
- Vega (Emika Records, 2024)

### Синглы и мини-альбомы
- «Drop the Other» (Ninja Tune, 2009)
- «Double Edge» (Ninja Tune, 2010)
- «Count Backwards» (Ninja Tune, 2011)
- «Pretend»/«Professional Loving» (Ninja Tune, 2011)
- «3 Hours» (Ninja Tune, 2012)
- «Chemical Fever» (Ninja Tune, 2012)
- Klavirni EP (2013)
- «Searching» (Ninja Tune, 2013)
- «Centuries» (Ninja Tune, 2013)
- «Melancholia Euphoria» (Emika Records, 2014)
- «Klavirni Temna» (Emika Records, 2020)

### Сотрудничество
- Price Tag EP (MyMy & Emika, AUS Music, 2009)
- «2012» (Pinch & Emika, Tectonic, 2011)
- «I Mean» (Paul Frick feat. Emika, Doppelschall, 2011)
- «Make You Sleep» (Kryptic Minds vs. Emika, Black Box, 2011)